# Johann Bernhard von Hagen

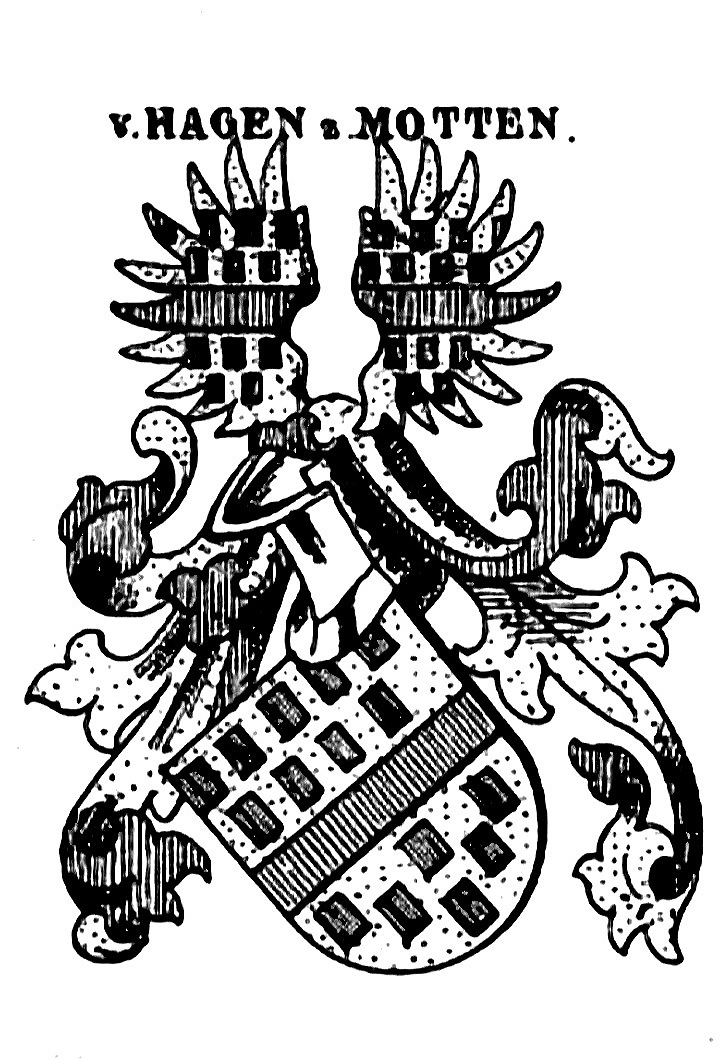
Familienwappen derer von Hagen zur Motten

Johann Bernhard von Hagen zur Motten (* um 1583; † 1635 bei Bardenbach) war Amtmann und nassau-saarbrückischer Rat.

## Leben

### Herkunft und Familie
Johann Bernhard von Hagen entstammte dem Adelsgeschlecht Hagen zur Motten, das seinen Stammsitz seit 1300 auf dem Schloss La Motte hatte. Er war der Sohn des kurtrierischen Amtmanns Johann Nikolaus von Hagen (1558/59–1622) und dessen Ehefrau Elisabeth von Lützelburg († 1614). Am 14. September 1623 heiratete er Juliane Margarethe von Hagen (1602–1635), mit der er die Kinder Regina Elisabeth (* 1624),  Johann Philipp (1626–1627), Anna Regina (1627-nach 1667),  Ludwig (1629–1635),  Magdalena Juliane, Karoline Charlotte (* 1632),  Johann Daniel (1633–1634) und  Maria Elisabeth (1634–1636) hatte.

### Wirken
Seine Kindheit und Jugend verbrachte er am Saarbrücker Hof und begleitete den Grafen Wilhelm Ludwig von Nassau-Saarbrücken auf Kavaliersreisen nach England, Frankreich und in die Niederlande.
1623 erhielt er von seinem Onkel Philipp Daniel von Hagen Saarbrücker Lehen in Reisweiler. Er erwarb mehrere Besitzungen, bevor er 1634 zum Amtmann in Kirchheimbolanden und später zum Geheimrat ernannt wurde.
1635 kam er bei einem Unfall ums Leben, als er in der Prims bei Bardenbach im nördlichen Saarland ertrank.
Er fand in der Stiftskirche St. Arnual in Saarbrücken seine letzte Ruhestätte.